# Dragon Ball Z: Shin Budokai 2
Dragon Ball Z: Shin Budokai 2 (ドラゴンボールZ 真武道会2?, Doragon Bōru Zetto Shin Budôkai Tzū), conosciuto come Dragon Ball Z: Shin Budokai - Another Road nel Nord America, è un videogioco picchiaduro del 2007 per la PlayStation Portable, seguito di Dragon Ball Z: Shin Budokai. La storia è nuova ed è ambientata nel futuro alternativo di Trunks adulto, nel quale verrà fatto rinascere Majin Bu.

## Trama
In un altro futuro Goku muore e i difensori della Terra cadono per mano dei cyborg. Il mondo viene sopraffatto dalla disperazione. Trunks, unico superstite, torna nel passato dove vede Goku. Le battaglie con gli androidi e Cell l'hanno reso più forte. Il passato e il futuro sono di nuovo in pace, le città sono state ricostruite e, dopo anni, riprende anche il torneo mondiale. Il futuro è in pace ma, come nel passato, il male fa ritorno. Ci sono sia i difensori della pace sia coloro che la minacciano. Trunks si trova nel cuore di una nuova battaglia. Durante il torneo mondiale infatti fanno la loro comparsa Darbula e Babidy.

## Modalità di gioco
Nel gioco saranno presenti queste Modalità e Opzioni:
- Un'altra strada: suddivisa per capitoli e divisa in diverse parti è la Storia Principale.
- Arcade: affronterai il Torneo Mondiale con il personaggio scelto sconfiggendo un dato numero di nemici.
- Prova Z: Comprende: Sopravvivenza (sconfiggi più nemici che puoi), Attacco a Tempo (sconfiggi i nemici il più rapidamente possibile), Sfida (esegui delle determinate azioni per poter vincere).
- Sfida in rete: combatti con un tuo amico!
- Allenamento: combatti contro la CPU oppure migliora le tue abilità.
- Profilo: gestisci la tua scheda, visibile negli Scontri in Rete.
- Opzioni: salva, carica, configura, vedi scheda e osserva la sezione Bonus contenente anche un Minigioco.

### Caratteristiche nuove rispetto aShin Budokai
- Nuova Modalità Storia dove si possono gestire più personaggi, potenziarli e creare un vero e proprio team da schierare contro i nemici
- Nuova Modalità nella Prova Z, dove bisogna sconfiggere i nemici con un handicap particolare (es. senza usare le sfere di energia)
- 24 personaggi (escluse le trasformazioni) (provenienti da Dragon Ball Z, da alcuni film di Dragon Ball e Goku Super Saiyan 4 da Dragon Ball GT) Contando anche le trasformazioni si arriva ad un totale di 54 Personaggi.
- Un migliorato sistema di combattimento con nuove mosse, tra attacchi finali e combo.
- Un nuovo sistema di potenziamento dei personaggi nella modalità Storia
- Possibilità di modificare la visuale di gioco e le musiche.
- In alcuni dialoghi è presente la voce dei personaggi.

## Personaggi giocabili
| Personaggio    | Forma base     | Trasformaz. 1            | Trasformaz. 2   | Trasformaz. 3         | Trasformaz. 4  | Trasformaz. 5  |
| -------------- | -------------- | ------------------------ | --------------- | --------------------- | -------------- | -------------- |
| Goku           | Normale        | Kaiohken                 | Super Saiyan    | Super Saiyan 2        | Super Saiyan 3 | Super Saiyan 4 |
| Gohan ragazzo  | Normale        | Super Saiyan             | Super Saiyan 2  | -                     | -              | -              |
| Gohan          | Normale        | Super Saiyan             | Super Saiyan 2  | Potenza Dai Kaiohshin | -              | -              |
| Gohan futuro   | Normale        | Super Saiyan             | Super Saiyan 2  | Potenza Dai Kaiohshin | -              | -              |
| Vegeta         | Normale        | Super Saiyan             | Super Saiyan 2  | Majin Vegeta          | -              | -              |
| Trunks         | Normale        | Super Saiyan             | -               | -                     | -              | -              |
| Trunks futuro  | Normale        | Super Saiyan             | -               | -                     | -              | -              |
| Crilin         | Normale        | Potenziale sbloccato     | -               | -                     | -              | -              |
| Piccolo        | Normale        | Fusione con Dio          | -               | -                     | -              | -              |
| Freezer        | Corpo perfetto | Massima potenza 100%     | -               | -                     | -              | -              |
| Androide N° 18 | Normale        | -                        | -               | -                     | -              | -              |
| Cell           | Forma perfetta | Forma super perfetta     | -               | -                     | -              | -              |
| Majin Bu       | Normale        | -                        | -               | -                     | -              | -              |
| Super Bu       | Normale        | Gotenks assorbito        | Gohan assorbito | -                     | -              | -              |
| Kid Bu         | Normale        | -                        | -               | -                     | -              | -              |
| Darbula        | Normale        | -                        | -               | -                     | -              | -              |
| Cooler         | Normale        | Corpo perfetto           | Meta Cooler     | -                     | -              | -              |
| Broly          | Super Saiyan   | Super Saiyan Leggendario | -               | -                     | -              | -              |
| Gotenks        | Normale        | Super Saiyan             | Super Saiyan 3  | -                     | -              | -              |
| Gogeta         | Super Saiyan   | -                        | -               | -                     | -              | -              |
| Vegeth         | Normale        | Super Vegeth             | -               | -                     | -              | -              |
| Pai Ku Han     | Normale        | -                        | -               | -                     | -              | -              |
| Janenba        | Normale        | -                        | -               | -                     | -              | -              |
| Bardak         | Normale        | -                        | -               | -                     | -              | -              |

## Livelli
- Montagne
- Pianure
- Stanza del Tempo e dello Spirito
- Campo innevato
- Tempio
- Futuro desolato
- Mondo dei Kaioshin
- Pianeta Namecc
- Inferno
- Rovine

## Doppiaggio
| Personaggio                  | Doppiatore giapponese       | Doppiatore americano            |
| ---------------------------- | --------------------------- | ------------------------------- |
| Goku                         | Masako Nozawa               | Sean Schemmel                   |
| Gohan ragazzo                | Masako Nozawa               | Stephanie Nadolny               |
| Gohan                        | Masako Nozawa               | Kyle Hebert                     |
| Gohan del futuro             | Masako Nozawa               | Kyle Hebert                     |
| Goten                        | Masako Nozawa               | Kara Edwards                    |
| Bardak                       | Masako Nozawa               | Sonny Strait                    |
| Gogeta                       | Masako Nozawa Ryo Horikawa  | Sean Schemmel Christopher Sabat |
| Vegeth                       | Masako Nozawa Ryo Horikawa  | Sean Schemmel Christopher Sabat |
| Gotenks                      | Masako Nozawa Takeshi Kusao | Laura Bailey Kara Edwards       |
| Crilin                       | Mayumi Tanaka               | Sonny Strait                    |
| Presentatore Torneo Mondiale | Hirotaka Suzuoki            | Eric Vale                       |
| Bulma                        | Hiromi Tsuru                | Tiffany Vollmer                 |
| Piccolo                      | Toshio Furukawa             | Christopher Sabat               |
| Freezer                      | Ryusei Nakao                | Linda Young                     |
| Cooler                       | Ryusei Nakao                | Andy Chandler                   |
| Vegeta                       | Ryo Horikawa                | Christopher Sabat               |
| Trunks                       | Takeshi Kusao               | Eric Vale                       |
| Trunks del futuro            | Takeshi Kusao               | Eric Vale                       |
| Trunks bambino               | Takeshi Kusao               | Laura Bailey                    |
| Androide Nº 18               | Miki Ito                    | Meredith McCoy                  |
| Cell                         | Norio Wakamoto              | Dameon Clarke                   |
| Kaiohshin                    | Yuji Mitsuya                | Kent Williams                   |
| Kibitoshin                   | Yuji Mitsuya                | Kent Williams                   |
| Kibith                       | Shin Aomori                 | Chuck Huber                     |
| Darbula                      | Ryuzaburo Otomo             | Rick Robertson                  |
| Majin Bu                     | Kozo Shioya                 | Josh Martin                     |
| Kid Bu                       | Kozo Shioya                 | Josh Martin                     |
| Super Bu                     | Kozo Shioya                 | Justin Cook                     |
| Narratore                    | Jyoji Yanami                | Kyle Hebert                     |
| Babidy                       | Jyoji Yanami                | Duncan Brannan                  |
| Broly                        | Bin Shimada                 | Vic Mignona                     |
| Pai Ku Han                   | Hikaru Midorikawa           | Kyle Hebert                     |
| Janenba                      | Tessyo Genda                | Kent Williams                   |
| Re Yenma                     | Daisuke Gori                | Chris Rager                     |
| Mr. Satan                    | Daisuke Gori                | Chris Rager                     |